# Research Data Repositorium
RADAR – Research Data Repositorium ist ein Forschungsdaten-Repositorium, das disziplinübergreifendes Forschungsdatenmanagement unterstützt. Wissenschaftliche Einrichtungen können die Services von Radar nutzen und Forschungsdaten entweder nur archivieren oder zusätzlich auch publizieren. Publizierte Daten erhalten einen Digital Object Identifier und sind damit nachverfolgbar und zitierbar. Ein umfangreiches Rollen- und Rechtemanagement kann auf die Bedürfnisse der jeweiligen Institution angepasst werden. Radar wird vom FIZ Karlsruhe – Leibniz-Institut für Informationsinfrastruktur gemeinsam mit weiteren Partnern betrieben. Der Aufbau von Radar wurde von der Deutschen Forschungsgemeinschaft 2013–2016 gefördert. Die Fortführung erfolgt als nachhaltiges Geschäftsmodell auf Selbstkostenbasis.  